# Markotabödöge
Markotabödöge es un pueblo húngaro perteneciente al condado de Győr-Moson-Sopron, distrito de Csorna.

## Superficie
Cuenta con una superficie de 16,29 kilómetros cuadrados.

## Demografía
Hasta 2023 la población era de 526 habitantes, con una densidad de población de 32,28 habitantes por kilómetro cuadrado.
| Gráfica de evolución demográfica de Markotabödöge entre 2018 y 2023 |
|                                                                     |
| Datos según la Oficina Central de Estadística de Hungría.           |